# Mitsubishi Toppo

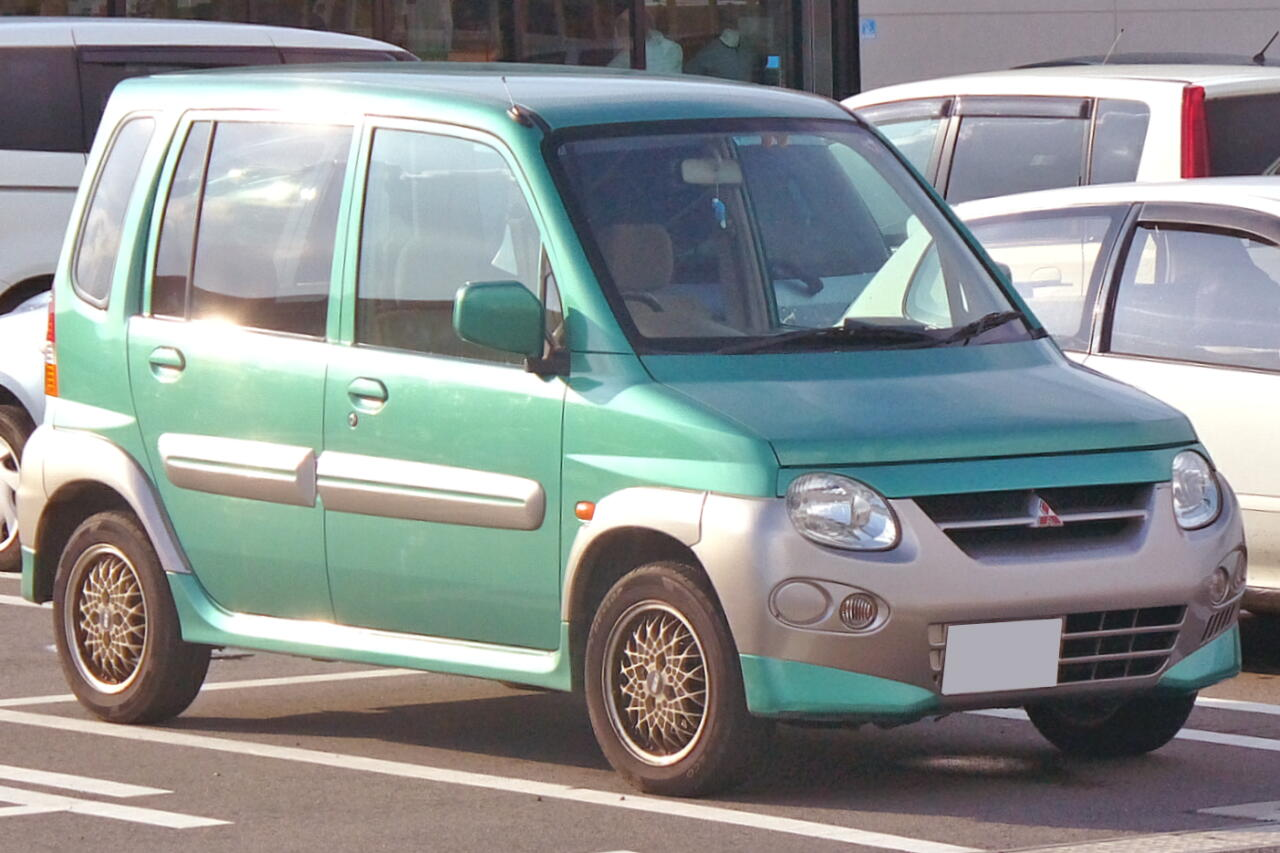
Mitsubishi Toppo BJ Wide (1998–2004)

Der Mitsubishi Toppo ist ein kleines Freizeitautomobil, das Mitsubishi Motors von 1990 bis 2004 herstellte. Das Kei-Car wurde vom Minica abgeleitet. Sein Name ist eine Zusammenziehung des englischen „top“ (Dach) und des japanischen „noppo“ (schmächtig).
Die Fahrzeuge waren mit einem Dreizylinder-Reihenmotor mit 657 cm³ und 30–46 PS (22–34 kW) oder einem Vierzylinder-Reihenmotor mit 659 cm³ und 50–55 PS (37–40 kW) ausgestattet. Es gab manuelle Vier- oder Fünfganggetriebe sowie Automatikgetriebe mit drei oder vier Stufen.
Ursprünglich hieß der Wagen Mitsubishi Minica Toppo, den es in zwei Generationen gab. Eine Retrovariante wurde 1997 unter dem Namen Mitsubishi Minica Toppo Town Bee eingeführt. 
1998 wurde eine neue Generation vorgestellt, die den Namen Mitsubishi Toppo BJ („Big Joy“) trug. Eine größere Version, der Toppo BJ Wide wurde 1999 eingeführt. 2004 wurde die Produktion des Modells eingestellt.
Seit 2008 gibt es eine speziell ausgestattete Version des Mitsubishi eK als Toppo.

## Modellübersicht
1. Minica Toppo (H22/H27), 1990–1993
2. Minica Toppo (H31/H36/H32/H37), 1993–1998; zusätzlich als Minica Toppo Town Bee (H31A/H36A) 1997–1998
3. Toppo BJ (H42/H47), 1998–2004; zusätzlich als Toppo BJ Wide (H43A/H48A) 1999–2001
4. Toppo (H82), ab 2008 (Basismodell Mitsubishi eK)